# Robert du Buysson
Robert François du Buysson (* 6. Mai 1861 in Broût-Vernet (Allier); † 16. März 1946 in Saint-Rémy-la-Varenne (Maine-et-Loire)) war ein französischer Naturforscher in den Bereichen Entomologie, Botanik und Lichenologie.

## Leben
Robert du Buysson war der Sohn des Botanikers François du Buysson (* 1825; † 1906) und dessen Frau Mathilde de Montaignac (* 1829; † 1899) sowie der Bruder des Entomologen Henri du Buysson und einer Schwester. Am 8. Februar 1899 heiratete er Claire d'Espinay und hatte mit ihr eine Tochter, Marie-Cécile du Buysson (* 1899; † 1997).
Schon in jungen Jahren entwickelte er eine scharfe Beobachtungsgabe und eine Vorliebe für Herbarien, er begann mit dem Studium der Moose seiner Heimatregion und weitete sein Forschungsgebiet rasch auf Flechten und vaskuläre Kryptogamen aus. Von 1888 bis 1893 veröffentlichte er eine Bestandsaufnahme der vaskulären Kryptogamen Europas in Revue scientifique du Bourbonnais et du Centre de la France (dt. Wissenschaftliche Zeitschrift für das Bourbonnais und Zentralfrankreich). Auf dem Gebiet der Bryologie bleibt der Name Robert du Buysson bis heute mit zwei Arten verbunden: Barbula buyssoni und Orthorichum berthoumieui, benannt zu Ehren von Abt Berthoumieu, mit dem er die Moose um Saint-Pourçain (Allier) studierte.
Robert du Buysson zeichnete sich vor allem bei der Erforschung von Insekten aus. Im April 1898 erhielt er vorübergehend eine Assistenz-Stelle als Präparator im Zoologielabor des Nationalen Naturkundemuseums in Paris. Zwei Jahre später wurde er zum Titularpräparator für Insekten und Krustentiere ernannt. Die meisten seiner Arbeiten wurden in Annales de la Société entomologique de France (dt. „Annalen der Entomologischen Gesellschaft Frankreichs“) veröffentlicht, das noch heute herausgegeben wird und eines der ältesten Entomologie-Journale ist. Ein weiteres war das Journal Bulletin de la Société entomologique de France (dt. Bulletin der entomologischen Gesellschaft Frankreichs), welches von 1897 bis 1922 in Jahresbänden erschien.
Robert du Buysson vermachte seine Sammlung von Hautflüglern dem Nationalen Naturkundemuseum Frankreichs, bevor er im Alter von 84 Jahren starb.

## Schriften
Alle hier (nicht vollständig) aufgelisteten Schriften von du Buyson wurden in Französisch publiziert (auch die, die in deutschen oder englischen Journalen erschienen):
- 1888: „Monographie des cryptogames vasculaires d’Europe“. Revue scientifique du Bourbonnais et du centre de la France: v.1-3 (1888-1890):[2] 38-45, 112-121, 153-164, 201-210, 245-253
- 1893: „Monographie des cryptogames vasculaires d’Europe“ (dt. „Monographie der vaskulären Kryptogamen Europas“). Revue scientifique du Bourbonnais et du centre de la France: v.6-7 (1893-1894):[3] 173-182, 189-196
- 1903: „Note pour servir à l'histoire des Strepsiptères“ (dt. „Notiz zur Geschichte der Fächerflügler“). Bull. Soc. Ent. France 1903:[4] 174-175
- 1905: „Monographie des guêpes ou Vespa“ (dt. „Monografie der Wespen“). Ann. Soc. Ent. France t.72:[5] 260–288
- 1905: „Monographie des guêpes ou Vespa (Parts 2 and 3)“ (dt. „Monografie der Wespen (Teil 2 & 3)“). Ann. Soc. Ent. France t.73:[6] 485–556, 565-634
- 1905: „Monographie des Vespides du genre Nectarina“ (dt. „Monografie der Faltenwespen der Gattung Nectarina“). Ann. Soc. Ent. France t.74:[7] 537–566
- 1905: „Descriptions d'Hyménoptères nouveaux“ (dt. „Beschreibungen neuer Wespen“). Bull. Soc. Ent. France. 1905:[8] 281–282
- 1907: „Nouvelles espèces d'Ischnogaster (Hyménoptères) appartenant au Musée de Leide“ (dt. „Neue Arten von Ischnogaster aus dem Besitz des Museums v. Leide“). Notes from the Leyden Museum t.29:[9] 79–80
- 1908: „Deux Hyménoptères nouveaux de Java“ (dt. „Zwei neue Wespen aus Java“). Notes from the Leyden Museum t.30:[10] 123–126
- 1909: „Monographie des Vespides du genre Belonogaster“ (dt. „Monografie der Faltenwespen der Gattung Belonogaster“). Ann. Soc. Ent. France t.78:[11] 199–270
- 1909: „Hyménoptères nouveaux ou peu connus“ (dt. „Neue oder wenig bekannte Wespen“). Annali del Museo di Storia Naturale di Genova ser.3:v.44 (1908-1910):[12] 312–315
- 1909: „Deux Hyménoptères nouveaux d'Océanie“ (dt. „Zwei Wespen aus Ozeanien“). Bull. Soc. Ent. France 1909:[13] 305–306
- 1913: „Vespidae et Eumenidae“ (dt. „Faltenwespen und Solitäre Faltenwespen“). Abhandlungen der Senckenbergischen Naturforschenden Gesellschaft Bd. 34 1911-1913:[14] 227–230
- 1913: „Sur deux Vespides de Java“ (dt. „Über zwei Faltenwespen aus Java“). Bulletin du Muséum royal d'Histoire naturelle t.19 1913, Paris:[15] 436–437
- 1913: „Sur quelques Vespides (Hym.)“ (dt. „Über einige Faltenwespen“). Bull. Soc. Ent. France 1913:[16] 296–301